# 天野貴三
天野 貴三（あまの たかみつ）は、日本の実業家。株式会社GROENER代表。リサイクル業界に、コンプライアンス意識や「顧客サービス」「安定的高品質」といった概念と就業規則の整備、女性雇用の推進を持ち込み、接客マナーなどを重視した経営方針でリサイクル業界のブランディングを推進。新しいビジネスモデルを構築したことなどで知られる。東日本大震災義援金や、被災者救援・復興等の貢献で、日本赤十字社や厚生労働大臣から表彰を受けている。

## 人物・略歴
東京都調布市出身。山武市立山武中学校・千葉県立東金高等学校から自由が丘産能短期大学卒業。定時制高校時代から精密機械部品の検査員や土木業、内装の職人、接客業など多くの職種を経験。天野産業入社後は主に営業職でキャリアを積み、2011年に代表取締役社長に就任。同時期に経営の勉強のため、自由が丘産能短期大学を卒業。
コンプライアンス意識が低く、就業規則もないような会社が多く、不要品を〝積んで運ぶ〞ことに主眼が置かれていたリサイクル業界の通念を覆し、顧客対応をはじめ、サービス業としての付加価値を追求。経営する天野産業本社ではISO9001（品質）と業界では希少であるISO14001（環境）を取得したほか、地元の子供の安全確保の目的で、通学路にガードレールを設置する活動や仕事体験を行うなど社会貢献事業（CSR）にも注力。きっかけは、2011年3月11日に発生した、東日本大震災であった。事業の安定化を最重要課題と位置づけ、会社所有のトラックを動員し、救援物資を積み込んで宮城県南三陸町に向かい、ボランティアを始めた。この際、雇用の創出も復興支援と考え、東北支社設立の覚悟を決めた。後に、宮城県に東北支社を創設。復興を考え、積極的に地元での人材採用を実行した。2021年9月には、行事などの際に使用するテントを、山武市内の全16小中学校に1張ずつ寄贈。
天野産業で2011年に代表取締役社長に就任した天野は、銅線リサイクル業界に大きな可能性を感じ、大手企業に対しては本社へ営業を行うなどの新たな手法で、それまでは千葉県内だけだった営業エリアを関東一円に広げたほか、地域外の業者が参入しにくい業界にあって、同業他社との共存共栄を図りつつ関東、北海道、中部、関西、中国地方へ取引先を拡充させるなど、業績を大きく伸ばした。またISO9001、ISO14001を取得させるなどしたほか、電子証明書の発行など業務のデジタル化を推進。就業規則を整備、女性雇用の推進を持ち込んだほか、接客マナーなどを重視した経営方針をとるなどリサイクル業界で新しいビジネスモデルを構築した。価格競争は業界の将来的な成長をむしろ阻害するとの考えから、いたずらな価格競争を避け、サービスを重視した戦略をとった。人脈を生かし業界初となる電線リサイクル同業者会議となる関東の同業者が一堂に会する機会を設けることにも成功している。2023年10月には、中小企業庁の「M&A支援機関に係る登録制度」に支援機関として登録された。
現、株式会社GROENER代表。

### 受賞歴
- 2014年 - 日本赤十字社金色有功章
- 2015年 - 日本赤十字社金色有功章、厚生労働大臣賞
- 2021年 - 山武市善行表彰[2]
- 2023年 - 日本赤十字社金色有功章、厚生労働大臣賞

## 略歴
- 2002年 - 19歳で、先代の父親の創業による天野産業に入社[10][20]。事業継承したとき、経営はどん底の状態だった[7]。
- 2010年 - ISO9001（品質）認証取得、ISO14001（環境）認証取得。
- 2011年 - 代表取締役社長に就任[20]。
- 2014年 - 日本赤十字社金色有功章受章。
- 2015年 - 日本赤十字社金色有功章受章、厚生労働大臣賞受賞。
- 2017年 - 天野産業初の女性営業職を採用[1]。
- 2020年 - 不動産管理会社として株式会社GROENERを設立[3]。
- 2021年
  - 山武市善行表彰。
  - 株式会社GROENERにてIT企画運営事業を開始[3]。
- 2022年 - 10月、株式会社GROENERにて経営・資産形成コンサルティング業務を開始[3]。
- 2023年 - 10月、株式会社GROENERが「M&A支援機関に係る登録制度」に支援機関として中小企業庁に登録[21]。
- 2023年 - 日本赤十字社金色有功章受章、厚生労働大臣賞受賞。
- 2024年 - 12月、株式会社GROENERは結婚相談所「パートナーエージェント」と協働開始[22]。
- 2024年 - 12月、株式会社GROENERは新コンセプト宿泊施設8Room(エイトルーム)をオープン[23]。